# 龍濤苑
龍濤苑（英語：Dragon Centre）是位於香港香港島灣仔區大坑的一個屋苑，也是香港房屋協會一個市區改善計劃屋苑，門牌號碼為浣紗街23號，在1989年落成入伙。該住宅由兩座32層大廈組成，共有392個單位，基座在落成時曾是房協總部，數年後房協搬遷至銅鑼灣時，改為房協申請組辦事處、區域辦事處、物業管理組辦事處及員工會所。現時單位與其他同類計劃大部分樓宇一樣，建成後可以透過自由市場公開轉售。

## 歷史
龍濤苑佔地3,394平方米，由兩座32層（含地下）大廈組成，4樓至31樓全作出售住宅用途，提供392個單位，屋苑由鍾華楠建築師事務所設計。1982年5月4日，總督會同行政局決定收回浣紗街13至31號土地，並在同月21日出版的政府憲報刊登，涉及十幢三層高戰前建築，共70名居民，他們除可獲得恩卹補償外，亦可優先以特惠價格購買龍濤苑或其他市區改善計劃屋苑單位，若不購買的話也會獲得房協或房委會安排入住公屋。其後房協表示會動用5,000萬港元興建一座多用途商住樓宇，預計1985年落成。
1987年，重建項目變成基座四層房協新總部辦公室，其上兩座28層住宅樓宇，共32層的建築，工程費用升至5,800萬元，由瑞安建業承建。龍濤苑經歷兩年多的建設，在1989年落成，而房協總部在同年6月陸續遷至龍濤苑新址，9月28日由時任布政司霍德主持開幕儀式。此為房協第五代總部，也是首個自置辦事處，房協成立時只租用一小地方及一個郵政信箱，1953年起租用中環舊市政局大樓作第一代總部，1957年遷至下亞厘畢道布政司署附近，1959年遷至公爵行，1979年遷至皇室大廈直到1989年。
房協總部在1990年代再遷往銅鑼灣世界貿易中心並自置28至30樓單位，其中29樓是總辦事處所在。原龍濤苑的辦事處則變更為申請組辦事處等其他用途，但外牆仍保留當初落成時的房協金屬招牌及其上頂的房協標誌（標誌在之後再被更換），直到2019年5月因失修緣故，房協與龍濤苑業主立案法團之間爆發「拆招牌」風波。法團原定5月17日進行拆卸工程，不過房協前一日提出暫緩一星期拆除，獲對方有條件接受。惟雙方始終無法達至共識，招牌和標誌最後於5月20日遭到拆掉。

## 交通
港鐵
- 天后站（步行約10分鐘）

香港電車
- 興發街（步行約10分鐘）

## 鄰近
- 勵德邨
- 蓮花宮
- 香港中央圖書館
- 銅鑼灣運動場
- 皇仁書院

## 外部連結
- 龍濤苑 （页面存档备份，存于），香港房屋協會